# Porto Tolle
Porto Tolle (Porto in dialetto locale, Port in dialetto ferrarese, Porto Tołe in veneto) è un comune italiano di 8 672 abitanti della provincia di Rovigo in Veneto. È  un comune sparso con sede nella frazione di Ca' Tiepolo.

## Geografia fisica
È il sesto comune della provincia per numero di abitanti. Si trova nel cuore del Delta del Po ed è completamente circondato dalle acque del Po e del Mare Adriatico. Inoltre è attraversato da vari rami del Po, che hanno determinato un territorio composto da tre isole: l'isola di Cà Venier, l'isola della Donzella e l'isola di Polesine Camerini.
È il comune più ad est ed il più esteso della provincia di Rovigo ed il secondo del Veneto dopo Venezia; si trova al 64º posto della graduatoria dei comuni italiani per superficie.

## Storia
È un comune sparso dal territorio recentissimo, che si potrebbe definire come il dono ai polesani da parte della Repubblica di Venezia che allora comandava nella zona. Furono, infatti, i veneziani che dal 1600 al 1604, preoccupati dall'enorme quantità di detriti portati dal Po che rischiava di interrare la laguna, effettuarono a Taglio di Po il Taglio di Porto Viro, un'imponente opera idraulica che deviò il fiume da Taglio di Po nella sacca di Goro con un canale di 12 miglia. Da questo "taglio" emersero alcune terre che la Repubblica di Venezia assegnò ad alcuni patrizi veneti. È per questo motivo che nell'attuale comune di Porto Tolle, troviamo località che portano il nome di famosi nobili veneziani, come i Venier, i Tiepolo, i Vendramin, i Farsetti che, oltre a curare la bonifica, in queste zone costruirono anche grandi case padronali utilizzate per le loro vacanze estive e battute di caccia.
Dopo la parentesi napoleonica (1796-1814), in seguito al Congresso di Vienna del 1815 Porto Tolle passò sotto il dominio austriaco, incorporato nel distretto di Ariano e rimanendovi fino al 1866 anno in cui, con tutto il Veneto, venne ad essere parte del Regno d'Italia.
Nella notte del 10 agosto 1849 veniva fucilato Angelo Brunetti, detto "Ciceruacchio", con i due figli ed altri cinque patrioti, nella golena di Cà Tiepolo. Il gruppo era partito da Roma e, guidato da Garibaldi, avrebbe dovuto raggiungere Venezia che ancora resisteva agli austriaci. Il gruppo si divise quando Garibaldi dovette affrontare la morte di Anita e si fermò nei pressi di Comacchio, gli uomini di Ciceruacchio proseguirono verso nord ma vennero catturati e poi fucilati a Porto Tolle. A Ciceruacchio è oggi dedicata la piazza principale del comune.
Il 22 aprile 1867 il consiglio comunale deliberava che al comune fosse cambiato il nome da San Nicolò a Porto Tolle.

### Simboli
Lo stemma di Porto Tolle è stato concesso con decreto del presidente della Repubblica del 9 marzo 1982.
Nello stemma sono rappresentati le principali risorse del territorio: le risaie e le valli da pesca.

## Società

### Evoluzione demografica
Abitanti censiti

## Economia
Le lagune e le valli da pesca hanno favorito lo sviluppo di un settore: la pesca, nella quale particolare importanza hanno acquisito la molluschicoltura con i suoi “orti d'acqua” e la più antica attività di vallicoltura. Da questa fruttuosa convivenza fra l'uomo e l'ambiente derivano apprezzati prodotti come le cozze, quella di Scardovari ha ricevuto il DOP, le vongole, i cefali, le orate, i branzini e il pesce azzurro. Altro cardine dell'economia è l'agricoltura, evidenziata da grandi distese di campi in parte coltivati a riso, riconosciuto con il marchio di alta qualità IGP, e con produzioni di eccellenza del famoso Melone del Delta. Oggi Porto Tolle può contare anche sullo sviluppo del settore turistico perseguito rispettando con particolare attenzione il paesaggio naturale. Di notevole interesse le spiagge di Boccasette, Barricata, e Conchiglie, distese di sabbia finissima con fondali che degradano dolcemente e l'affascinante natura incontaminata alle foci del fiume, che si può scoprire grazie alle giornaliere escursioni in barca.
A Scardovari ha sede il Consorzio Cooperative Pescatori del Polesine, azienda leader nel settore della molluschicoltura, già presente in tutti i maggiori mercati italiani ed europei con l'intera gamma di prodotti, in questi ultimi anni ha investito e lavorato puntando a garantire una sempre migliore qualità dei molluschi con il marchio "Scardovari".
Dei sei mercati ittici presenti nella Regione, la metà sono in provincia di Rovigo, e due nel Comune, quello di Pila, vocato alla pesca, soprattutto di pesce azzurro, che registra un fatturato di 14,5 milioni di euro e quello di Scardovari, che commercia prevalentemente prodotti di acque interne, con un fatturato di circa un milione di euro.
Dal 2023 l'economia, basata quasi prevalentemente sull'itticoltura, ha subito una battuta d'arresto a causa della proliferazione del Granchio Blu, con il Consorzio Cooperative Pescatori del Polesine che ha perso oltre 400 associati a causa della scomparsa della vongola fagocitata dal granchio.

## Geografia antropica

### Frazioni
- Ca' Tiepolo: è il centro più importante nonché sede municipale del comune. Vi risiedono, secondo il censimento del 2001, 3 556 abitanti[9]. Il nome deriva dalla famiglia dei Tiepolo che qui, nei primi decenni del XVIII secolo, costruì la sua casa padronale. Agli inizi del XX secolo sono documentati soltanto l'ex caserma austriaca, che diventerà municipio, la casa padronale e pochissime modeste abitazioni. Solo negli anni venti, con l'apertura del primo zuccherificio nel delta del Po, il numero di residenti aumentò. In questa frazione si trova provvisoriamente il Centro di Documentazione della Civiltà contadina e della pesca che conserva le memorie storiche locali legate alle attività tipiche in terra e in mare.
- Scardovari: è la frazione più importante dopo il capoluogo da cui dista circa 15 chilometri. Conta una popolazione di circa 1 500 abitanti. Il nome deriva dalla scardola, pesce che abbondava nella zona a fine 700. A pochi chilometri da Scardovari sorgono la piccola località di Bonelli e la spiaggia di Barricata, uno dei due più importanti lidi del comune.
- Donzella: distante solo 2 chilometri dalla sede comunale, ha una popolazione di circa 1 100 abitanti. La località è dedicata alla figlia del nobile veneziano Farsetti che aveva possedimenti nella zona fin dal 1500. A gennaio 2025 la scuola paritaria della frazione, comunica la chiusura dopo oltre 70 anni di attività.
- Polesine Camerini: è il centro più importante dell'omonima isola, acquistata a metà del 1800 dalla famiglia Camerini che vi ha costruito nel 1886 il palazzo padronale, costruzione più antica dell'isola. La popolazione residente nel centro è pari a circa 280 unità.
- Ca' Venier: si trova nell'omonima isola, il nome deriva dalla famiglia veneziana proprietaria della zona fin dal 1600. È stato il centro più importante del comune fino agli anni '30, tanto che l'antico nome del comune derivava proprio da San Nicolò, il santo a cui è dedicata la chiesa di Ca' Venier. Oggi vi risiedono circa 200 persone.
- Boccasette: situata sul 45º parallelo dove una targa ne segnala il passaggio, così chiamato probabilmente perché si trova nei pressi della settima bocca del Po, ossia alla foce del Po di Maistra. A pochi chilometri dal centro del paese, popolato da circa 750 abitanti, si trova la frequentata spiaggia di Boccasette. La chiesa parrocchiale è una delle costruzioni più antiche del comune.
- Pila: è la frazione che dista più chilometri dalla sede comunale, ben 18. Ha una popolazione di circa 350 abitanti. Il nome deriva dalle "pile" impiegate per la brillatura del riso che si produceva in tutta l'area. Oggi è un paese quasi completamente votato alla pesca.
- Tolle: Già nel 1700, alcuni pescatori si stabilirono in questa località costruendo un piccolo porticciolo in legno per l'attracco delle barche. Sembra che il nome attuale del Comune derivi proprio da questo porto, chiamato allora "porto del tole". Gli abitanti sono circa 600.
- Ca' Mello: il nome deriva da un antico ramo del Po, scomparso da circa un secolo, le cui cartine del tempo lo definivano "Cammello" o "Camello", il cui corso, snodandosi sinuosamente, formava due ampie curve che venivano assimilate alle gobbe di un cammello. Gli abitanti sono circa 120.
- Santa Giulia: Posta alla foce del Po di Gnocca ha assunto il nome attuale solo nel 1934 quando il proprietario terriero della zona, il signor Locatelli in onore della sorella Giulia, ne cambiò il nome che fino ad allora era stato Polesine dei Sospiri. Oggi gli abitanti sono circa 190.
- Ca' Zuliani: Con i suoi 140 abitanti è una delle più piccole frazioni del comune. Deve il suo nome alla nobile famiglia Zulian, prima proprietaria dell'area.

## Monumenti e luoghi d'interesse

### Architetture religiose
Il territorio fa parte della diocesi di Chioggia, suffraganea del patriarcato di Venezia nella regione ecclesiastica Triveneto. Sono presenti chiese ed oratori che appartengono a  11 diverse parrocchie tutte nel vicariato di Ca' Venier.

## Sport
Nel comune sono presenti quattro società di calcio che partecipano ai campionati di categoria FIGC: 
• A.S.D. Porto Tolle 2010 (Seconda Categoria) 
• A.S.D. Scardovari (Seconda Categoria) 
• A.S.D. Polesine Camerini (Terza Categoria) 
• A.S.D. Portotollese (Terza Categoria) 
Fino al 2022 ha avuto sede nel territorio anche il club calcistico A.C. Delta Porto Tolle, fondato nel 1999, che ha disputato anche una stagione fra i professionisti (la Lega Pro Seconda Divisione 2013-2014) e 10 campionati in Serie D.
Il mondo della pallavolo è rappresentato dallo Scardovari Volley, società di pallavolo nata nel 1994 e dal 2002 fa parte della polisportiva A.S.D. Scardovari. Vincitrice nel 2015 del Campionato provinciale Fipav Under 12 si distingue in particolare per l'attenzione che ha verso lo sviluppo del settore giovanile. Fa parte dell'Anderlini Network ed è socio fondatore, assieme alla Virtus di Taglio di Po e all'Ellepi di Porto Viro della nuova realtà deltina, il Project Star Volley, società nata con l'intento di far crescere il movimento pallavolistico.
Il basket è rappresentato dalla A.S.D. Pallacanestro Delta che dopo aver ritirato nel 2015 la squadra dal campionato di serie D si è concentrata nel settore giovanile.
Il 12 giugno 2004 la cittadina è stata sede di arrivo della seconda tappa del 34º Giro d'Italia Under 26, vinta dal russo Alexey Esin.
Il 7 luglio 2008 da Porto Tolle è partita la seconda tappa del 19º Giro d'Italia femminile, conclusasi a Rosolina Mare e vinta dalla tedesca Ina-Yoko Teutenberg.
Nel 1976 è stato fondato il Gruppo Podisti Porto Tolle "Nano Laurenti", che ancora oggi organizza la "Corri nel Delta" manifestazione podistica a Ca' Tiepolo, che fa parte del circuito podistico polesano; e la Corsa del Pescatore, nella frazione di Scardovari, campionato provinciale FIDAL di corsa su strada.
Sono attivi nel mondo delle due ruote i ciclisti dell'A.S.D G.C. Porto Tolle.
Il 7 febbraio 2018 "Rovigo Oggi" riporta in un ampio servizio che Porto Tolle e dintorni saranno l'unica location veneta della prima stagione di "Sport Crime", la prima fiction interamente dedicata allo sport. La protagonista e autrice Daniela Scalia ha indicato i collegamenti con il territorio del co-protagonista Luca Tramontin, spesso avversario del Rugby Rovigo, nel quale ha militato per anni il fratello Diego. Presso lo Stadio "Mario Battaglini" è stato anche filmato il primo trailer della serie.

## Centrale termoelettrica
È presente sul territorio l'omonima centrale termoelettrica, la quale non è più attiva dal primo decennio degli anni 2000. Al posto di questa sorgerà un villaggio turistico che si occuperà di valorizzare la zona del Delta del Po dove si pensa che verrà tenuta solo la ciminiera, che coi suoi 250 metri, è la seconda più alta d'Italia, solo dopo la Ciminiera Centrale di Tavazzano, alta pochi metri in più.

## Amministrazione

### Amministrazione
| Periodo | Periodo   | Primo cittadino   | Partito                            | Carica  | Note |
| ------- | --------- | ----------------- | ---------------------------------- | ------- | ---- |
| 1997    | 1999      | Diego Precisvalle | Partito Democratico della Sinistra | Sindaco |      |
| 2000    | 2003      | Paola Broggio     | Lista civica (centro-sinistra)     | Sindaco |      |
| 2003    | 2008      | Silvano Finotti   | Lista civica (centro-sinistra)     | Sindaco |      |
| 2008    | 2013      | Silvano Finotti   | Lista civica (centro-sinistra)     | Sindaco |      |
| 2013    | 2018      | Claudio Bellan    | Lista civica (centro-sinistra)     | Sindaco |      |
| 2018    | 2023      | Roberto Pizzoli   | Lista civica (centro-destra)       | Sindaco |      |
| 2023    | in carica | Roberto Pizzoli   | Lista civica (centro-destra)       | Sindaco |      |

### Gemellaggi
- Medolino, dal 2010[senza fonte]
- Trecate, dal 2010[senza fonte]